# Римский статут Международного уголовного суда

Государства — участники МУС
Государства, подписавшие, но не ратифицировавшие Римский статут
Государства, подписавшие, но впоследствии отозвавшие подпись
Бывшие государства — участники МУС
Государства, не подписавшие и не присоединившиеся к Римскому статуту

Ри́мский стату́т Междунаро́дного уголо́вного суда́ (англ. Rome Statute of the International Criminal Court) — международный договор, учредивший Международный уголовный суд. Принят на дипломатической конференции в Риме 17 июля 1998 года и вступил в силу с 1 июля 2002 года. Среди прочего, Устав устанавливает функции, юрисдикцию и структуру суда.
По состоянию на март 2023 года договор подписали 137 государств, но ратифицировали 124.
6 мая 2002 года США, ранее подписавшие Римский статут, официально отозвали свою подпись и указали, что не намерены ратифицировать соглашение.
Россия подписала статут 13 сентября 2000 года, но до 2016 года не ратифицировала его. 16 ноября 2016 года Президент Владимир Путин подписал распоряжение о намерении России не становиться участником Римского статута Международного уголовного суда. В СМИ это решение связывалось с вышедшим накануне отчётом прокурора офиса прокурора МУС, расценившего аннексию Крыма как международный вооружённый конфликт между Россией и Украиной и продолжающуюся оккупацию украинской территории. Российские власти, однако, отвергли такую трактовку, настаивая, что выход из юрисдикции МУС продиктован «именно национальными интересами».

## Юрисдикция

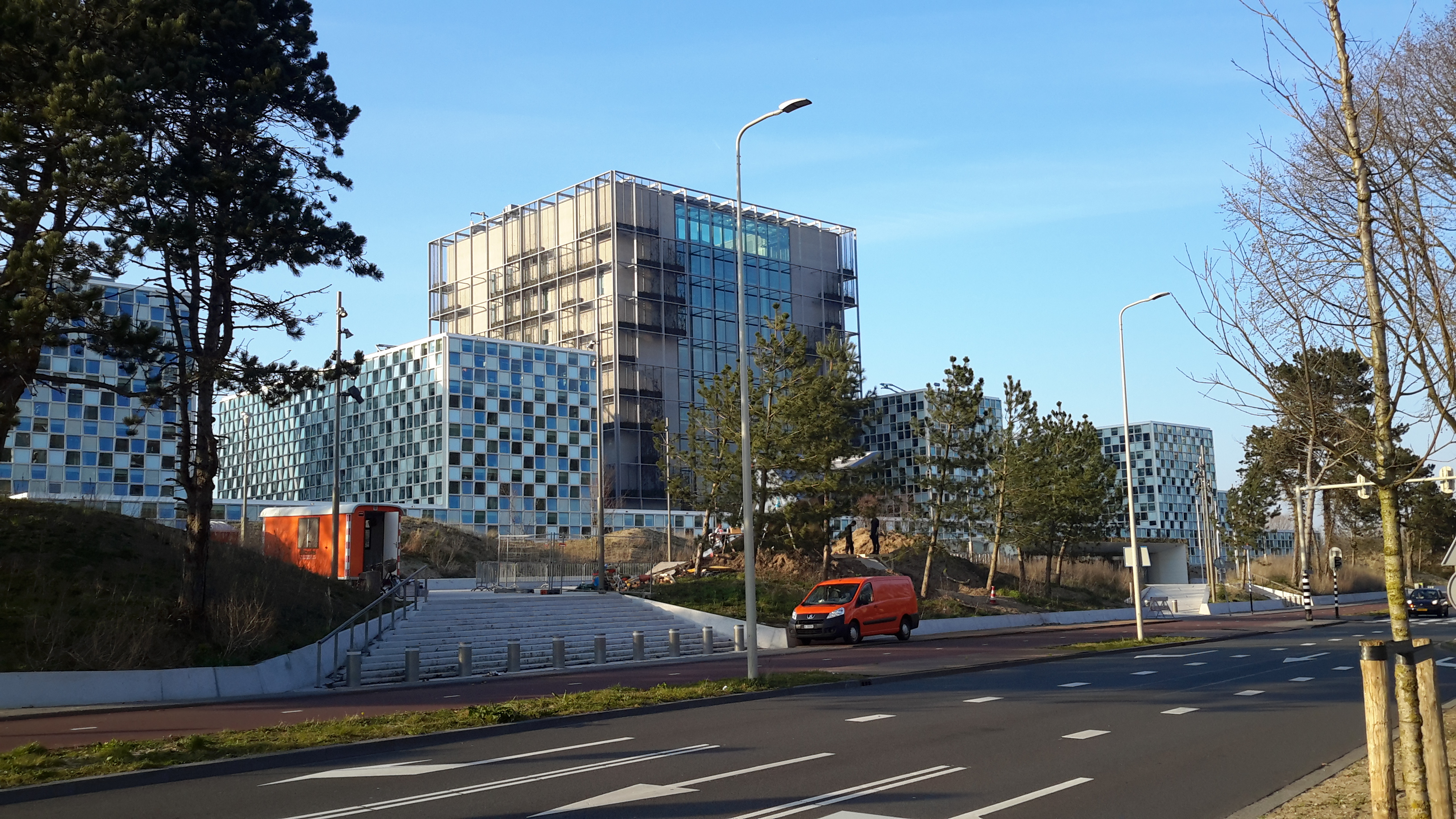
Штаб-квартира Международного уголовного суда в Гааге, Нидерланды

Юрисдикция Международного уголовного суда, согласно Римскому статуту, ограничивается наиболее серьёзными преступлениями, вызывающими озабоченность международного сообщества. Таким образом, суд обладает юрисдикцией в отношении таких преступлений, как преступление геноцида, преступления против человечности, военные преступления, преступление агрессии. Как только какое-либо государство становится участником Статута, оно принимает юрисдикцию Суда в отношении прописанных преступлений. Однако, согласно статье 25 Статута, Суд обладает юрисдикцией в отношении физических лиц, а не государств. Суд не имеет преимущественной силы над внутренней юрисдикцией государства (юрисдикция Суда носит лишь дополнительный характер), а также в отношении преступлений, совершённых до вступления в силу Статута (лицо не подлежит уголовной ответственности за деяние до вступления Статута в силу). Если какое-либо государство становится участником Статута после его вступления в силу, Суд имеет юрисдикцию лишь в отношении преступлений, совершённых после вступления в силу Статута для этого государства. Государство может посредством специального заявления признать осуществление Судом юрисдикции в отношении преступления.
В Римском статуте предусмотрено, что обратиться в суд с просьбой возбудить расследование может государство-участник (ст. 14), Совет Безопасности ООН (ст. 13), а также прокурор суда по собственной инициативе (ст. 15). В случае обращения государства или прокурора суд может осуществлять свою юрисдикцию только при условии, что государство, на территории которого было совершено преступление или гражданином которого является обвиняемый, ратифицировало Римский статут. Снять это ограничение может только непосредственное обращение Совета Безопасности ООН (ст. 13). Также если государство не подписывало или не ратифицировало статут, но обвиняемый в совершении преступления является его гражданином, или преступление было совершено на его территории, то оно может признать юрисдикцию суда в отношении данного преступления.

## История
Международные трибуналы, действовавшие в 1990-х годах (Международный трибунал по бывшей Югославии и Международный трибунал по Руанде), показали международному сообществу необходимость создания независимого и постоянного суда для разрешения дел, связанных с геноцидом, военными преступлениями и преступлениями против человечности. В июне 1998 года Генеральная Ассамблея ООН созвала конференцию «для завершения и принятия конвенции по учреждению международного уголовного суда». 17 июля 1998 года Римский статут был принят голосованием, в ходе которого 120 государств проголосовали «за», 7 — «против» и 21 государство воздержалось.
Условием для вступления в силу Статута являлась ратификация Устава не менее чем 60 государствами. Этот барьер был преодолён 11 апреля 2002 года. Соглашение вступило в силу 1 июля 2002 года.
В 2010 году были приняты тексты двух поправок к Римскому статуту.

## Ратификация
По состоянию на 2024 год 137 государств подписали договор. Ратифицировали его 124 страны, из них 33 — государства Африки, 20 — государства Азиатско-Тихоокеанского региона, 18 — Восточной Европы, 28 — государства Латинской Америки и Карибского бассейна и 25 — из Западной Европы и прочих регионов. Бурунди и Филиппины были государствами-членами, но позже покинули Статут 27 октября 2017 года и 17 марта 2019 года соответственно.